# Alexander Nadson
Alexander Nadson (in bielorusso Аляксандар Надсан?, Aljaksandar Nadsan; Haradzieja, 8 agosto 1926 – Londra, 15 aprile 2015) è stato un presbitero bielorusso naturalizzato britannico.

## Biografia
Aljaksandar Nadsan nacque a Haradzieja, vicino a Njasviž, l'8 agosto 1926. All'epoca la città era in territorio polacco mentre oggi appartiene alla regione di Minsk. Suo padre servì come ufficiale dell'Esercito zarista nella prima guerra mondiale e successivamente partecipò alla rivolta armata del 1920 nei confronti dei bolscevichi a Sluck.
Gli anni dell'occupazione tedesca furono il periodo in cui si formò il carattere del futuro sacerdote. Studiò al Collegio dei docenti di Njasviž, dove - come scrisse in seguito - l'atmosfera era permeata da un senso veramente nazionalista bielorusso. Nel 1943 entrò a far parte dell'Unione della gioventù bielorussa - un'organizzazione tollerata dagli occupanti tedeschi - e, l'anno successivo, si iscrisse alla scuola di addestramento dei funzionari di Minsk. Di fronte all'avanzare dell'Armata Rossa, l'Alto comando tedesco evacuò i tirocinanti da Minsk. I tirocinanti vennero trasferiti a Besançon per prepararsi a combattere gli Alleati. Molti, tra i quali il giovane Alexander, rifiutarono di combattere e fuggirono unendosi poi alla Resistenza francese. Nel 1945 fu soldato nel II Corpo polacco sotto il comando del generale Władysław Anders, combatté nell'Italia settentrionale e rimase ferito. Con il suo corpo, si trasferì nel Regno Unito nel 1946. Nel 1953 si laureò in matematica all'Università di Londra. Durante il periodo di studi fu uno dei fondatori dell'Associazione dei bielorussi in Gran Bretagna e presiedette l'associazione tra il 1951 e il 1953. Diresse anche i giornali Biełaruś na čužynie e Na šlachu e partecipò alle attività della Società cristiana bielorussa e del Movimento cristiano popolare bielorusso per l'indipendenza. Nell'autunno del 1953 padre Čėslaŭ Sipovič lo inviò studiare a Roma e risiedette al Pontificio collegio greco di Sant'Atanasio.
Il 23 novembre 1958 fu ordinato presbitero. Nel luglio dell'anno successivo tornò a Londra e riprese la sua attività nelle organizzazioni della diaspora bielorussa. Dal 1971 diresse la Francis Skaryna Belarusian Library and Museum di North Finchley, presso Londra, che contribuì in modo significativo a farla diventare la più grande biblioteca bielorussa all'estero. Essa custodisce libri - tra cui molte pubblicazioni rare -, mappe, riviste e manufatti pertinenti allo studio della complessa zona ad est della Polonia un tempo nota come Granducato di Lituania. Grazie ai suoi sforzi la biblioteca acquisì una reputazione a livello mondiale, attirando studiosi provenienti da una vasta gamma di paesi che trovarono un'atmosfera ispiratrice e conviviale. La biblioteca gli fornì molte opportunità di ricerca. Tenne diverse conferenze alla Società anglo-bielorussa e pubblicò articoli pionieristici nel Journal of Belarusian Studies su argomenti come la vita e gli scritti di San Cirillo di Turau e un commento al tafsir manoscritto che aveva acquisito per la biblioteca, scritto in scrittura araba dai tartari musulmani che vivevano in Bielorussia e che avevano mantenuto la loro religione ma che utilizzavano il bielorusso come lingua comune. La sua ricerca e la sua scrittura lo portarono ad abbracciare l'età del computer con entusiasmo. Creò infatti un tipo di carattere modellato sul tipo utilizzato dal celebre pittore bielorusso Francysk Skaryna.
Nel 1981 divenne il capo della missione cattolica bielorussa in Gran Bretagna e nel 1986 visitatore apostolico per i fedeli della Chiesa greco-cattolica bielorussa della diaspora. Da allora dedicò i suoi sforzi alla rinascita della Chiesa greco-cattolica bielorussa all'interno del suo paese di origine. Nel corso degli anni lavorò alla traduzione dei testi liturgici bizantini in lingua bielorussa. Di questo lavoro, che data la sua complessità in casi analoghi venne svolto da commissioni di più persone, padre Nadson se ne occupò singolarmente. Nel 1994 la Santa Sede approvò ufficialmente la sua come norma per la Chiesa greco-cattolica bielorussa. Il messale "Prego il Signore" da lui elaborato e pubblicato a Minsk nel 2002, divenne il testo ufficiale del culto della Chiesa greco-cattolica bielorussa.
L'11 marzo 1990 celebrò la divina liturgia a Minsk. Ciò non avveniva dal 1839, quando la gran parte dei fedeli e dei preti della Chiesa greco-cattolica bielorussa decise di entrare a far parte della Chiesa ortodossa russa.
Scrisse diversi libri sulla storia della Bielorussia e fu anche presidente di una fondazione di beneficenza per assistere le vittime del disastro di Černobyl'. Ospitò persone colpite dalle radiazioni a trascorrere le vacanze estive in Inghilterra, Irlanda e Galles. Per questo ricevette una laurea honoris causa dall'Università Umanitaria Europea.
Morì al Barnet Hospital di Londra il 15 aprile 2015. Le esequie si tennero il 29 aprile alle ore 11 nella chiesa di Santa Maria a East Finchley, presso Londra. È sepolto nel cimitero di San Pancras e Islington a Londra. In seguito i fedeli greco-cattolici bielorussi nel Regno Unito furono affidati alla cura pastorale dell'eparchia della Sacra Famiglia di Londra.